# Aes Dana (zenei projekt)
Az Aes Dana Vincent Villuis francia zenész szóló projektje. Zenéje a space ambient, progresszív elektronikus zene, chillout és trance ötvözete; gyakran a psybient jelzőt alkalmazzák rá.

## Története
Villuis kamaszkorában indusztriális és thrash metal együttesekben énekelt, gitározott, és dobolt. Érdeklődése fokozatosan a zeneszerzés elektronikus, gépi oldalai felé fordult (sampling, hangzástervezés, dobgép-programozás, utófeldolgozás), és 1996-ban Charles Farewell-lel együtt megalapította az Asura ambient trance együttest. 2001-ben kilépett és Sandrine Grysonnal (Sunbeam) együtt létrehozta az Aes Danát.
Aes Danaként számos zenésszel együttműködött: Solar Fields-szel (H.U.V.A. Network név alatt), Martin Nonstatic-kal (Aes Static néven), Sunbeam-mel (Subgardens-ként), a régi Asura tagokkal (Exodus név alatt), Scann-Tec-kel, Miktek-kel. Számai több tucat válogatásalbumra kerültek fel, és filmzenét is írt.

## Diszkográfia

### Együttesekben
- Asura: Code Eternity (2000)

### Szólóalbumok
- Aes Dana: Season 5 (2002)
- Aes Dana: Aftermath (2003)
- Aes Dana: Memory Shell (2004)
- Aes Dana: Leylines (2009)
- Aes Dana: Perimeters (2011)
- Aes Dana: Pollen (2012)
- Aes Dana: Aftermath II (Archives of Peace) (2013)
- Aes Dana: Inks (2019)
- Aes Dana: (a) period. (2021)

### Közreműködések
- H.U.V.A. Network: Distances (2004)
- H.U.V.A. Network: Ephemeris (2009)
- Aes Dana feat. Miktek: Far & Off (2016)